# Sphegigaster fusca
Sphegigaster fusca är en stekelart som beskrevs av Huang 1990. Sphegigaster fusca ingår i släktet Sphegigaster och familjen puppglanssteklar. Inga underarter finns listade i Catalogue of Life.